# Ål Station
Ål Station (Ål stasjon) er en jernbanestation på Bergensbanen, der ligger i byområdet Ål i Ål kommune i Norge. Stationen består af flere spor, en perron og en stationsbygning, der er opført i gulmalet træ efter tegninger af Paul Armin Due. Stationen er bemandet af hensyn til trafikafviklingen, men der er ikke billetsalg, så passagererne må købe billet på forhånd eller i toget.
Stationen åbnede 21. december 1907, da banen mellem Gulsvik og Geilo blev taget i brug. Oprindeligt hed den Aal, men stavemåden blev ændret til Ål i april 1921.
Stationen ligger omtrent halvvejs mellem Oslo og Bergen og var tidligere et vigtigt knudepunkt på Bergensbanen. De gamle damplokomotiver havde brug for vedligeholdelse efter at have kørt ca. 250 km fra udgangspunktet, og i Ål var der derfor remise og skift af lokomotiv. Imens kunne passagerne købe en paptallerken med suppen. Der blev også ofte skiftet personale på toget, og mange jernbanefolk bosatte sig i Ål. Otta Station på Dovrebanen og Koppang Station på Rørosbanen fungerede på tilsvarende vis.
Det norske band Hellbillies populære schlager På Ål stasjon foregår på Ål Station, hvor en landsbydreng fra Hallingdal for første gang møder en sort person der er på besøg i det lille lokalsamfund.